# Baglietto (álbum)
Baglietto es el tercer álbum de estudio del cantante argentino Juan Carlos Baglietto publicado por EMI Music (EMI Odeon SAIF Argentina) en 1983.
Para 1983, la popularidad de Baglietto parecía no tener techo y estaba arrasando en convocatoria y ventas de discos. El género musical de la trova rosarina era claro líder de la escena musical argentina.
El álbum cuenta ya sin la participación de Rubén Goldín, quien se distanció para formar parte del proyecto Moro-Satragni, conformado por Oscar Moro y Beto Satragni. Sumado a esto, el alejamiento de Silvina Garré, que si bien participó en este disco, se había distanciado del proyecto solista de Baglietto para dedicarse al suyo, con la grabación de su primer disco La mañana siguiente, que cuenta con la colaboración de Fito Páez.

## Lista de canciones
| N.º | Título                                | Escritor(es)                   | Duración |  |
| 1.  | «El témpano»                          | Adrián Abonizio                | 3:14     |  |
| 2.  | «Tratando de crecer (Julio '83)»      | Fito Páez                      | 4:55     |  |
| 3.  | «Jeremías»                            | Jorge Fandermole               | 3:56     |  |
| 4.  | «Historia de Mate Cocido»             | Adrián Abonizio                | 4:12     |  |
| 5.  | «La música me ayuda»                  | Fabián Gallardo                | 4:03     |  |
| 6.  | «Carta de un león a otro»             | Chico Novarro                  | 4:00     |  |
| 7.  | «Un loco en la calesita (Agosto '83)» | Fito Páez                      | 6:16     |  |
| 8.  | «El gigante de ojos azules»           | Nazim Hikmet, Dina Rot         | 3:14     |  |
| 9.  | «Amor en otras palabras»              | Alberto Callaci, Rafael Bielsa | 4:37     |  |

## Créditos y personal
- Juan Carlos Baglietto: Voz y guitarra acústica.
- Silvina Garré: Segunda voz en "El témpano" y coros en "Historia de Mate Cocido".
- Fito Páez: Piano, teclados y arreglos musicales.
- Néstor Raschia y Roberto Tschopp: Guitarras eléctricas.
- Sergio Sainz: Bajo eléctrico, bajo fretless en "Tratando de crecer", "Historia de Mate Cocido" y "La música me ayuda".
- Piraña Fegúndez: Percusión.
- Marco Pusineri: Batería y percusión.
- Alejandro Santos: Flauta traversa en "El gigante de ojos azules".

Dirección artística: Jorge C. Portunato